# Herr Seele
Herr Seele, pseudoniem van Peter van Heirseele (Torhout, 13 april 1959) is een Vlaams kunstenaar, striptekenaar, programmamaker, scenarioschrijver, presentator, mediafiguur, pianostemmer, -hersteller en -verzamelaar.
Hij staat vooral bekend als de tekenaar van de absurde strip Cowboy Henk. Deze strip liep tot oktober 2011 in het weekblad Humo en werd tussen 2011 en 2013 tijdelijk vervangen door de, eveneens door Herr Seele getekende, stripreeks Dikke Billie Walter. Sinds het voorjaar van 2013 verschijnt Cowboy Henk opnieuw in het blad.

## Biografie
Van Heirseele liep school in Torhout aan het Sint-Jozefsinstituut. Als zestienjarige ging hij naar de Gentse Academie voor Schone Kunsten: eerst de middelbare kunstopleiding, vervolgens een jaar beeldhouwen. Daarna leerde hij pianostemmen en -herstellen in Wales, aan de Ystrad Mynach School, een tweejarige opleiding. Vervolgens volgde hij een jaar opleiding in Florence, Italië in restauratie.
In 1981 begon hij als Herr Seele en samen met Kamagurka de absurde strip Cowboy Henk, oorspronkelijk voor de krant Vooruit (nu De Morgen). De gagreeks liep ook in het weekblad Humo. Samen met Kamagurka werd vanaf die tijd elk jaar een theatershow gemaakt in de geest van het absurdisme.

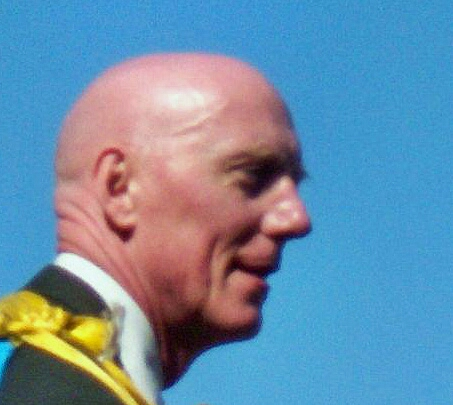
Herr Seele

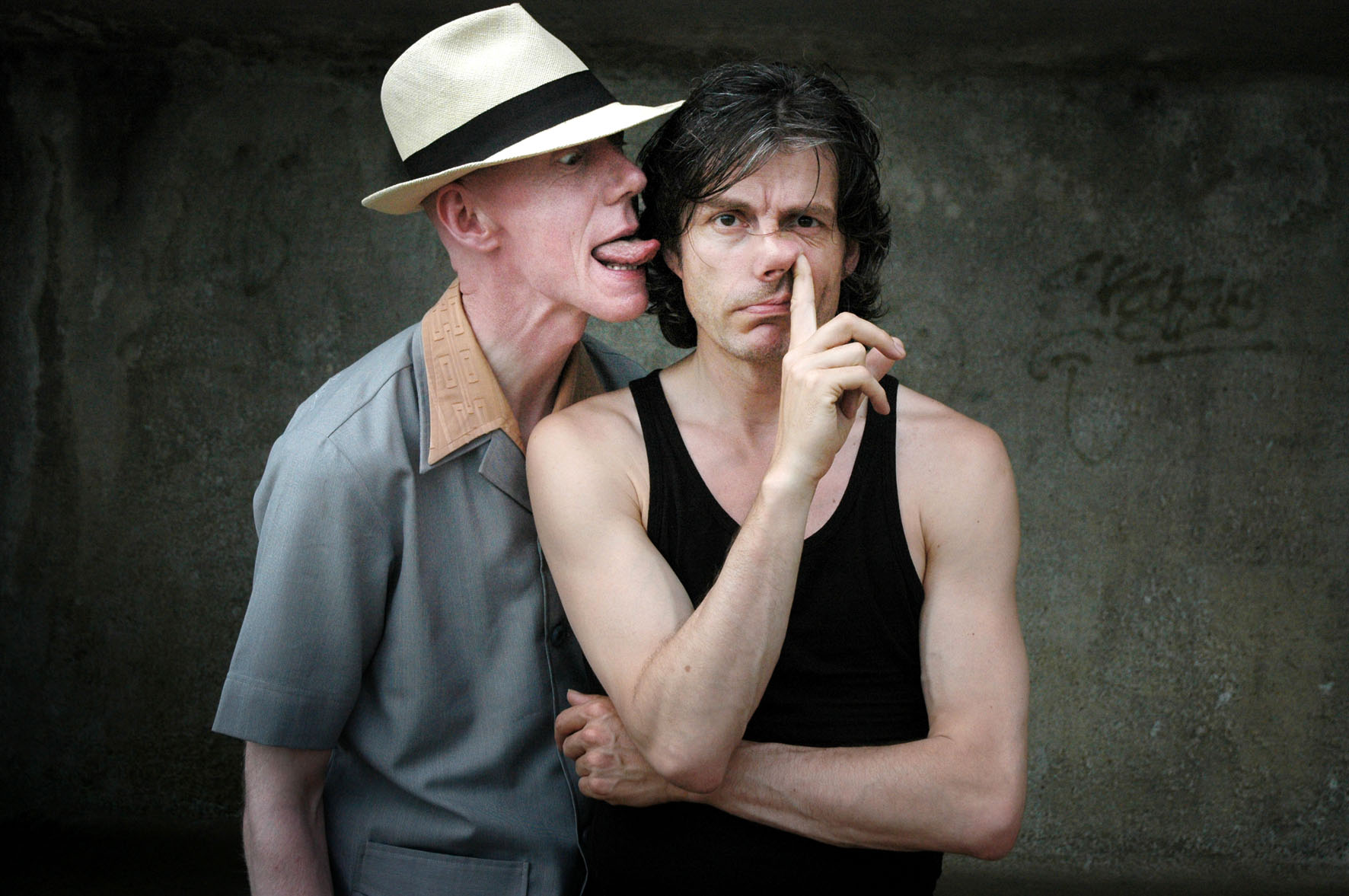
Herr Seele (met hoed) likt het oor van Kamagurka

Vanaf 1983 acteert Herr Seele voor televisie. Het eerste programma heette Sfeervol Bullshitten en was door Kamagurka geschreven. Dan volgde in 1985 een 20-delige reeks Kamagurka en Herr Seele, door het duo samen geschreven voor de Nederlandse omroep VPRO. Later volgden Johnnywood, Lava, Wees Blij Met Wat Je Hebt en Bob & George. De Cowboy Henk-strip werd in diverse landen en tijdschriften gepubliceerd, van Scandinavië tot de Verenigde Staten. Herr Seele maakte ook solo programma's voor radio en televisie. In 2008 eindigde hij 7de in 71° Noord op 2BE. Herr Seeles belangrijkste bezigheid bleef evenwel kunstschilderen.
Hij ontwierp ook de hoes van het album Steelt de Schouw! (1994) voor Pater Moeskroen.
Daarnaast legde hij een verzameling vroege, historische piano's aan, die een van de belangrijkste ter wereld is en uit ongeveer 200 instrumenten bestaat. De collectie bevindt zich in Oostende.
Herr Seele zet zich regelmatig in voor de Oostendse actiegroep 'Dement Oostende'. Deze verzet zich tegen de afbraak van klassieke woningen (meestal herenhuizen), waardoor het uitzicht van de stad de laatste jaren drastisch verandert. Toch lijken ze er moeilijk in te slagen de bouwwoede in de badstad een halt toe te roepen. Grote bouwpromotoren kopen vaak woningen van rond de eeuwwisseling op om ze met de grond gelijk te maken en er een nieuwbouwproject neer te poten. In veel gevallen zijn deze woningen verkrot, slecht onderhouden of onbewoonbaar verklaard; hoe dan ook verdwijnt met deze huizen het stadszicht dat zo kenmerkend was voor Oostende.
In 2019 trad hij in het huwelijk. Voorheen was hij al zeventien jaar getrouwd.

## Televisie
- Sfeervol Bullshitten  (1982) met Kamagurka
- Opzoek naar Yolanda als Rodolfo Smit (1984), VPRO
- Kamagurka en Herr Seele (1985-1986) met Kamagurka
- Lava  (TV1 en VPRO, 1989-1991) met Kamagurka
- Bob en George  (BRTN TV2 VPRO) (1998) met Kamagurka
- Deelname De Slimste Mens ter Wereld
- Stukken Van Mensen (2018)

## Trivia
- In 2017 deed Van Heirseele mee aan De Slimste Mens ter Wereld.
- Hij is macrobioot.[3]